# Церква Собору Пресвятої Богородиці (Стиборівка)
Церква Собору Пресвятої Богородиці — церква в селі Стиборівка Бродівського району Львівської області. Церква і дзвіниця при ній мають статус пам'ятки архітектури національного значення (охоронний № 1340). До реєстру пам'яток помилково внесена під назвою «Церква Різдва Пресвятої Богородиці».

## Історія
Церква і дзвіниця зведені у 1702 році, про що свідчить напис на надпоріжнику західних дверей. Разом із церквою в селі Лукавець вважається однією з найстаріших церков Бродівського району.
У 1829 році до будівлі підвели фундамент.
Під час Першої світової війни церква зазнала пошкоджень: у 1915 році снаряд пошкодив вівтар та іконостас. У 1917 році почалася відбудова церкви, проте внаслідок цих робіт вівтар став нижчий від захристя. У 1928 році пройшла чергова реставрація церкви.
У 1937 році парафію церкви очолив о. І. Прокопчук, після нього — отці С. Пиріг, С. Пасічник, Оришкевич. Після отця Оришкевича церкву закрили, проте служби відправлялися. За радянських часів, у 1962—1989 роках священиків на парафії не було. Із здобуттям Україною незалежності в селі організували дві громади: греко-католицьку та УАПЦ. У 1990 році більшістю голосів вирішили, що сільська церква буде греко-католицькою, проте парафіяни УАПЦ мають право відправляти богослужіння почергово з католиками. Згідно усних переказів, записів в Богослужбових книгах с.Загір'я, Зборівського району, а також шематизму 1935-36рр. дерев'яна Церква с. Стиборівка збудована у 1605 році в с.Загір'я і продана до Стиборівки у 1827 році.

## Опис
Розташована біля цвинтаря на північній околиці села, вівтарем орієнтована на південний схід. Будівля церкви невелика за розмірами і висотою, дерев'яна, тризрубна, одноверха, оточена піддашшям, опертим на випусти вінців зрубів. У 1990-х роках піддашшя навколо нави та частково вівтаря були покриті ґонтом. Силует будівлі витягнутий, розчленований горизонтально. Основний об'єм зведений з дубових брусів на грубих дубових підвалинах розміром 0,37*0,42 м. Центральний зруб квадратний у плані, вкритий чотирисхилим наметовим дахом із двома заломами. На північній стіні лишився двосхилий дашок на дерев'яних стовпах. Із заходу до центрального зрубу пізніше (у другій половині XIX ст.) був прибудований квадратний у плані бабинець із соснового дерева. Із півдня та сходу до центрального зрубу прибудована захристія, вертикально шальована дошками і лиштвами. Бокові об'єми вкриті трисхилим дахом. Стіни підопасання виконані з відкритих брусів зрубу, надопасання — оббиті бляхою.
В інтер'єрі церкви зберігся чотириярусний іконостас XVIII ст., ікони мальовані на полотні. Бабинець перекритий зрубним склепінням і відкритий до центральної нави арковим вирізом. Об'єм центральної нави відкритий у висоту. Захристія перекрита пласкою стелею.
На південний схід від церкви розташована дерев'яна, двоярусна, квадратна у плані дзвіниця, зведена у 1878 р. (за іншими даними — у XVIII столітті) місцевими майстрами Грицьком Саганом і Степаном Дубиною. Перший ярус дзвіниці побудований з дубових брусів, другий має каркасну конструкцію. Дзвіниця вкрита чотирисхилим наметовим дахом.
Обидві будівлі є типовими зразками народної архітектури галицької школи та внесені до реєстру пам'яток архітектури національного значення.
На схід від дерев'яної церкви розташована мурована церква, будівництво якої почалося ще у 1937 році і завершене на початку 1990-х років. Автором проекту церкви був львівський архітектор Олександр Лушпинський.